# 昭和藥科大學
昭和藥科大學（英語： Showa Pharmaceutical University）是位于日本东京都町田市的一所私立大学。 前身是成立於1930年的昭和女子藥學專門學校，於1949年改制为大学。

## 历史
1907年：於明治製藥學校（ 神田區神田三崎町 ）成立東京女子藥學校。 同年搬到酒井町區尾井町。
1924年：木村裕太郎博士於東京家政女子學校舊址開辦日本女子藥學校。
1930年：東京女子藥學校與日本女子藥學校合併，成立昭和女子藥學校，並根據専門学校令成立昭和女子藥學專門學校（目黑區五本木市）。
1945年：目黑區校舍因戰爭破壞而被燒毀，遷至原陸軍衛生材料本廠舊址 （現世田谷區弦卷5丁目1番地）。
1949年：成立昭和女子藥科大學。
1950年：男女合校，更名為昭和藥科大學 。
1974年：於沖繩縣浦添市成立昭和藥科大學附設中學。
1990年：町田校區成立，從世田谷區遷至町田市。
1991年：設立藥學研究博士課程。
2006年：根據《學校教育法》的修訂，轉換為6年制。

## 組織
大學部：
- 藥學院：至2005年的入學學生為止，為四年制，包括藥學系與生物製藥學系。從2006年開始，僅6年制藥學系。

研究所藥學研究科：
- 藥學碩士課程
- 藥學博士